# Playmates (album)
Playmates is een studioalbum van de Small Faces. Deze Britse rockgroep ging in 1969 uit elkaar en werd in 1975 heropgericht. Ronnie Lane, die deel uitmaakte van de oorspronkelijke bezetting, werd vanwege diens multiple sclerose vervangen door Rick Wills. Atlantic Records gaf Playmates in 1977 uit op elpee en in april 2005 volgde een cd-uitgave. Jimmy McCulloch sloot zich bij de Small Faces aan toen ze ter promotie van het album toerden.

## Tracklist
| Nr. | Titel                    | Schrijver(s)            | Duur |
| --- | ------------------------ | ----------------------- | ---- |
| 1.  | High and Happy           | Marriott                | 2:44 |
| 2.  | Never Too Late           | Marriott, McLagan       | 3:53 |
| 3.  | Tonight                  | Marriott, John Pidgeon  | 2:47 |
| 4.  | Saylarvee                | ?                       | 2:16 |
| 5.  | Find It                  | Lane, Marriott, McLagan | 6:01 |
| 6.  | Lookin' for a Love       | Alexander, Samuels      | 3:13 |
| 7.  | Playmates                | Marriott                | 3:37 |
| 8.  | This Song's Just for You | Marriott, McLagan       | 4:08 |
| 9.  | Drive-In Romance         | Marriott, Pidgeon       | 5:11 |
| 10. | Smilin' in Tune          | Marriott, McLagan       | 4:43 |

## Musici
- Rick Wills - basgitaar, zang
- Kenney Jones - drums, zang
- Ian McLagan - toetsen, zang, gitaar
- Steve Marriott - zang, gitaar, mondharmonica
- Mel Collins - blaasinstrumenten
- Joe Brown - mandoline, akoestische gitaar

- Dave Hynes - zang
- Greg Ridley - zang
- Joe Brown - zang
- P.P. Arnold - zang
- Vicky Brown - zang
- Saul Sheckner - ? in het liedje "Saylarvee"